# Macrosteles quadripunctulatus
Macrosteles quadripunctulatus är en insektsart som beskrevs av Carl Ludwig Kirschbaum 1868. Macrosteles quadripunctulatus ingår i släktet Macrosteles och familjen dvärgstritar. Arten är reproducerande i Sverige. Inga underarter finns listade i Catalogue of Life.